# Tabacalera Laramie
La Tabacalera Laramie es una compañía ficticia de la serie animada original de la cadena Fox, Los Simpson. Esta se encarga de producir los cigarrillos del mismo nombre, los cuales son los más vendidos en Springfield. También aparece la marca Laramie en un episodio de Expediente X, el 2x23.
Es la marca líder en el mercado de la industria tabacalera en Springfield aunque su publicidad en televisión haya sido eliminada por cuestiones de salud pública. Durante muchos años desde su creación tuvieron la preferencia del consumidor hombre hasta que pusieron atención al sector femenino lo que elevó las ventas de su versión de Laramie largos. 
Por un momento la demanda fue tanta por el producto que fue víctima del crimen organizado de la ciudad. La compañía fue víctima de un robo con camiones de carga completos para venderlos a un mínimo precio. Uno de estos vendedores clandestinos con gran éxito fue Fat Tony, lo que hizo un duro golpe a la economía de la compañía tabacalera.
Además las cajas de los cigarrillos tienen un sello de ADVERTENCIA de la Secretaria de salud Americana.

## Parodias
No se tiene como una referencia absoluta lo que quiere parodiar la serie con estos cigarrillos, pero lo más parecido son los cigarrillos Marlboro, en su edición de Marlboro Rojo.
Su mascota Alce Mentol  es una parodia  Joe Camel mascota de la  marca de cigarrillos Camel desde 1987 hasta 1997. De hecho, el alce es tan parecido, que solo hay que quitarle la cornamenta para ver a Joe debajo.

## Tipos de cigarrillos
Existen 3 tipos de cigarrillos Laramie:
- Laramie (versión normal)
- Laramie Mentol (versión con sabor mentolado)
- Laramie Largos (versión de tamaño largo y delgado)
- Laramie Junior (versión para el público juvenil)

## Publicidad
Los cigarrillos Laramie se han patrocinado en todo Springfield, incluyendo programas para niños como el show de Itchy and Scratchy

## Controversias y problemas
Debido a que los clientes del producto han dejado de fumar o ya están muertos, la compañía inició una campaña para crear publicidad dirigida a los menores de edad. En el episodio de Lisa the Beauty Queen, Lisa comienza una cruzada en contra de la compañía, lo que le cuesta perder su corona de Pequeña Señorita Springfield.